# Менуэт
Менуэ́т (фр. menuet) — старинный народный французский грациозный танец (XVI век), названный так вследствие своих мелких шажков на низких полупальцах, па меню (фр. pas menus). Как и большинство французских танцев, он возник из французского крестьянского бранля. Родиной его считают Бретань, где его исполняли непосредственно и просто. Пишется в двухколенном складе, в трёхдольном размере (3/4, редко 3/8). С середины XVII века — бальный. С XVII века широко распространился по всей Европе.
В эпоху классицизма в форме менуэта писалась третья часть стандартной симфонии.

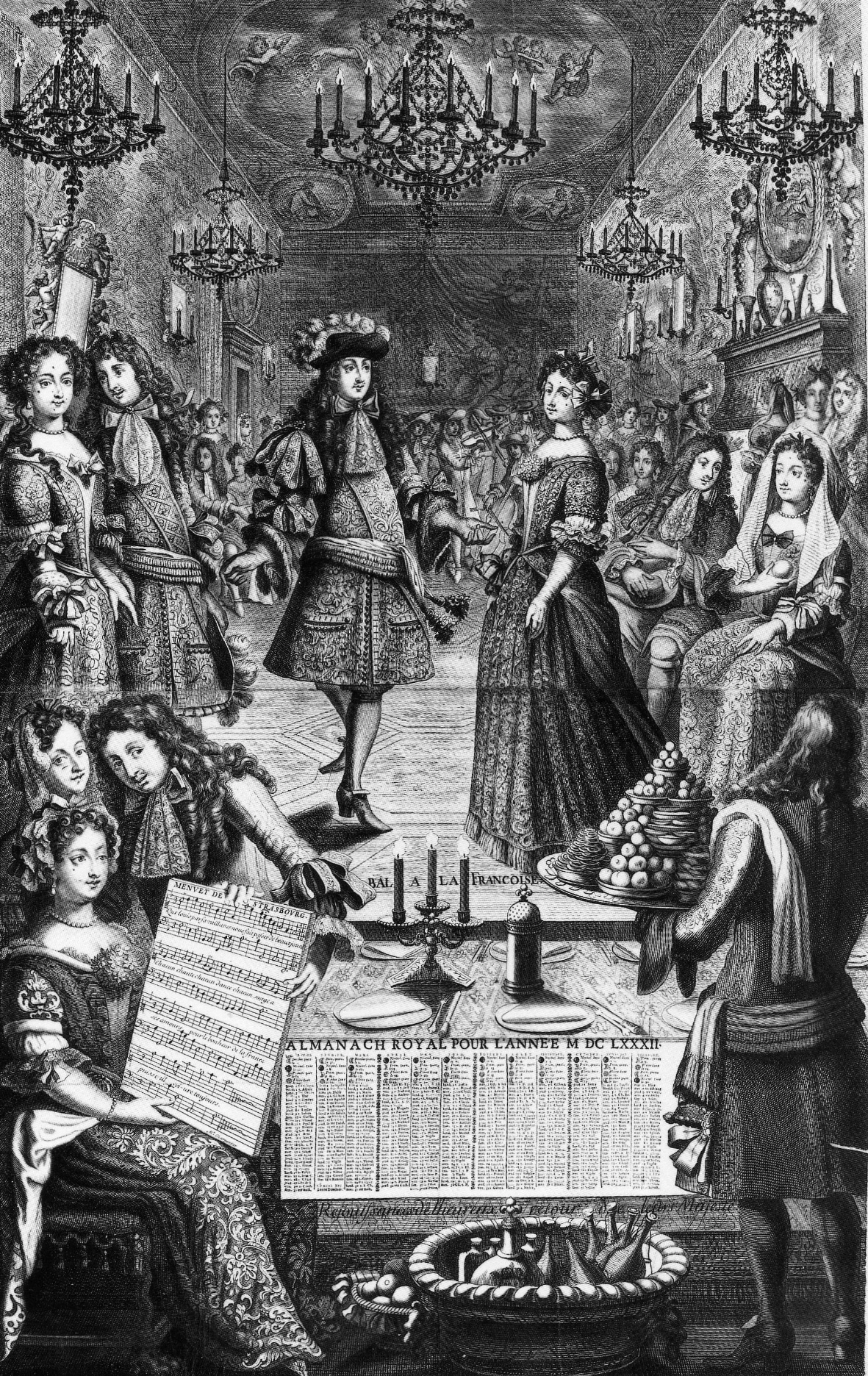
Менуэт при дворе короля Людовика XIV

## Исторический обзор
Первоначально галантный вегалантный (придворный) менуэт исполнялся одной парой. Движения менуэта были построены в основном на поклонах и реверансах, что создавало не столько впечатления танца, сколько «приглашения к танцу» или прелюдии. На протяжении XVII и XVIII века, с развитием эпохи Барокко, а затем — галантного стиля, менуэт постепенно развивался, ускорялся его темп, усложнялись движения и па, в итоге поздний бальный менуэт приобрёл яркие черты жеманности и изысканности. Он стал исполняться уже не одной, а несколькими парами (иногда с кокетливой сменой партнёров, в модном духе «Les Troquers» — или легкомысленных изменников). На сцене, в оперно-балетных спектаклях Рамо, менуэт развился до виртуозной формы, приобрёл жанровую характерность, сюжетную конкретность и даже появилось несколько его разновидностей. Ж. Ж. Руссо характеризовал его следующим образом: «Характер менуэта — элегантная и благородная простота; темп при этом скорее умеренный, чем быстрый: можно сказать, что из всех родов танцев, которые применяются на наших балах, менуэт наименее веселый».
В старинных менуэтах первый менуэт писался двухголосно, а второй — трёхголосно. За вторым менуэтом всегда идёт повторение первого[прояснить]. Нередко в конце менуэта делается небольшая кода. Хотя танцующие исполняют менуэт плавно и довольно медленно, но музыка менуэта должна исполняться умеренно скоро. Музыка первых «композиторских» менуэтов принадлежит Жану Батисту Люлли. При Людовике XIV менуэт был излюбленным придворным танцем. Преподавателем менуэта в то время был Франсуа-Робер Марсель, член Французской Королевской академии танца, специально уволившийся из театра Парижской оперы, чтобы преподавать этот стремительно вошедший в моду танец.
Из Франции вместе с модой на всё французское менуэт постепенно перешёл в другие страны; в России появился в царствование Петра Великого и исполнялся на балах вплоть до 30-х годов XIX века.

## Менуэт в творчестве композиторов
В XVII и XVIII веке чистая музыкальная форма менуэта была довольно широко представлена в клавесинной, клавирной и камерной музыке (Франсуа Куперена («Великого»), Жана Филиппа Рамо (не менее великого, а может даже более, но без такого же «титула»), Андре Кампра и других композиторов эпохи Рококо). В качестве «обязательной» части менуэт входил в инструментальную сюиту (Бах, Гендель), иногда — даже в оперную увертюру в качестве завершающего раздела (только у Генделя), а затем на некоторое время «закрепился» в сонатно-симфоническом цикле (обычно занимал третью часть в четырёхчастном цикле). В сюите довольно часто за первым менуэтом следовал второй, в той же тональности или в тональности квинтой ниже главной (но не квинтой выше). Если первый менуэт в мажоре, то второй нередко пишется в одноимённом миноре. Второй менуэт чаще всего назывался трио.
В дальнейшем форма менуэта была развита в операх и балетах Глюка. Впервые использование менуэта в симфониях встречается еще в 1740-х годах в Георга Монна, затем он начал активно использоваться как третья часть симфонии основоположником мангеймской школы Яном Стамицем. Основываясь на достижениях мангеймцев, менуэт начал активно использоваться в творчестве композиторов венской классической школы. В симфониях Гайдна менуэт приобретает нередко оживлённый и бодрый характер, приближаясь по характеру к крестьянскому танцу. Моцарт внёс в менуэт лирические, а иногда даже мужественные интонации. Бетховен в своих симфониях заменил менуэт на скерцо, — уже в первой его симфонии третья часть, озаглавленная «Менуэт и трио», по сути своей представляет скерцо. Позднее, в XIX веке менуэты писали Чайковский, Глазунов, Дебюсси, Сати и другие композиторы.
Из русских композиторов выдающиеся менуэты писали также Глинка и Рубинштейн. В настоящее время менуэт, как танец, вышел из моды, но форма менуэта в музыке, балете и танцевальном искусстве отнюдь не забыта.